# Myotis martiniquensis
Myotis martiniquensis là một loài động vật có vú trong họ Dơi muỗi, bộ Dơi. Loài này được LaVal mô tả năm 1973.